# Varicap

Symbool

De variabele-capaciteitsdiode of varicap is een elektronische component, een diode die in de sperrichting een capaciteit heeft die afhankelijk is van de spanning. Ze kunnen als condensator worden gebruikt. Door middel van een variabele gelijkspanning kan de frequentie van een oscillator of de kantelfrequentie van een filter worden ingesteld. De belangrijkste toepassing van de varicap is als afstemcondensator in radio- en televisieontvangers en FM-modulatie en in schakelingen voor phase-locked loops.